# غزوة غرناطة
```
غزوة غرناطة
 سنة 1563 هي غزوة قام بها الريس العثماني 
درغوث
، وأغار وافتتح العديد من المدن الساحلية في 
مقاطعة غرناطة
 التابعة لآل هابسبورك.
```

## الغارة
كان درغوث مشهورًا بنشاطه في البحر الأبيض المتوسط، حيث أغار وداهم وخرب العديد من المدن التابعة لآل هابسبورك كما أسر العديد السكان كما حدث في قلبيرة. في عام 1563، نزل درغوث على شواطئ غرناطة . ثم شرع في أغار على المدينة وافتتح مدينة المنكب والعديد من المدن ساحلية أخرى. كما أسر أربعة آلاف شخص. استولى درغوث لاحقًا على 6 سفن بالقرب من جزيرة قبرة واستولى على مدينة كيايا في نابولي قبل أن يواصل غاراته على أوريستانو ومارسيلينو وإركولينتو. 